# Formosa Aerodrome
Formosa Aerodrome är en flygplats i Argentina. Den ligger i den nordöstra delen av landet, 900 km norr om huvudstaden Buenos Aires. Formosa Aerodrome ligger 59 meter över havet.
Terrängen runt Formosa Aerodrome är mycket platt. Runt Formosa Aerodrome är det mycket glesbefolkat, med 7 invånare per kvadratkilometer.. Närmaste större samhälle är Formosa, 6,3 km nordost om Formosa Aerodrome.
Trakten runt Formosa Aerodrome består huvudsakligen av våtmarker.